# Stazione di Calais-Fréthun
La stazione di Calais-Fréthun (in francese Gare de Calais-Fréthun) è una stazione ferroviaria situata nel comune di Fréthun, Francia, in prossimità della città di Calais.